# Parlasco
Parlasco (lombardul: Parlarsch vagy Perlasch) település Olaszországban, Lombardia régióban, Lecco megyében. Lakosainak száma 136 fő (2023. január 1.). Parlasco Esino Lario, Perledo, Bellano és Taceno községekkel határos.

## Népesség
A település lakossága az elmúlt években az alábbi módon változott:
| Lakosok száma | 142  | 140  | 136  |
|               | 2017 | 2018 | 2023 |